# 奈比多
內比都（發音：[nèpjìdɔ̀] ），现为缅甸首都，也是該國第三大城市以及内比都联邦区的行政中心。缅甸於2005年11月6日从仰光迁都到原址以北大约320公里的一块绿地，2006年3月27日年缅甸軍人節上正式宣佈该地名为内比都，意为王家首都、国王居所。位於彬馬那西邊附近。

## 简介
內比都位於緬甸中部的山區，附近的彬馬那曾是緬甸民族英雄翁山將軍發動獨立戰爭的軍事要衝及共產黨游擊隊大本營，亦是前首都仰光與北方大城曼德勒之間的一個山區貿易城鎮。緬甸軍政府在事前毫無徵兆下，突然下令多個政府部門在2005年11月6日一天內搬移。資訊部長覺山將軍翌日才對外證實已經遷都。
政府消息稱，新政府建築群位處一個山谷中，佔地約10平方公里，附近被山脈和茂密的樹林包圍，離最近的城鎮也有30公里。根據藍圖，它建成後將包括有總理官邸、議會大樓、機場、醫院、中型水力發電站、高爾夫球場、酒店，以及40幢各可容納500名官僚的大樓，供各部門使用。另還有一個軍事大樓，內設軍方總部和地堡。
根據BBC的報導，其實緬甸軍政府在過去幾年間已開始特別關照這地區，並於約12個月前開始大規模的建設。所以，一般研判緬甸軍政府早在數年前已開始籌劃遷都內比都的計劃，只是未對外公布。

## 行政區劃
内比都市（နေပြည်တော်မြို့）下辖4个街区：
1. 闍耶成就街區（ဇေယျသိဒ္ဓိ ရပ်ကွက်）
2. 般若成就街區（ပညာသိဒ္ဓိ ရပ်ကွက်）
3. 菩伽成就街區（ဘောဂသိဒ္ဓိ ရပ်ကွက်）
4. 懵伽羅成就街區（မင်္ဂလာသိဒ္ဓိ ရပ်ကွက်）

以上四個街區與萨布提里镇区轄區交錯，但贍部師利鎮區還有不属于市区的7個街區，如繁拏成就街區（ဝဏ္ဏသိဒ္ဒိရပ်ကွက်）等。

## 遷都的目的
根據報導，緬甸軍政府之所以遷都內比都，主要是因為相對位於沿海的仰光，內比都較有利防範海路入侵，及便於控制克欽族、克倫族、克耶族和撣族等勢力強大的少數民族。據BBC的報導：「遷都時所有人都不准帶家眷前往，許多未婚的單身男性也被軍政府下令遷住該地。」

### 遷都背後的理由
遷都的原因有多種假設：內比都比舊首都仰光更中心。 它也是毗鄰撣邦、克耶邦和克倫邦的交通樞紐。 政府和軍事領導人認為，附近更強大的軍事和政府存在可能會為那些長期動盪的地區提供穩定。 軍隊的目的似乎是建造一座堅不可摧的堡壘，能夠抵禦外國入侵或民眾起義。 對於遷都的官方解釋是仰光變得過於擁擠，未來政府辦公大樓擴建的空間很小。

## 交通

### 航空
2009年興建奈比都國際機場，2011年12月19日啟用。目前國際航線中國南方航空至汕頭、中國東方航空至昆明、泰國曼谷航空至曼谷航班。

### 鐵道
奈比都中央車站是緬甸國內最大的車站之一，可通往仰光、曼德勒等地。

## 主要景点
- 欧巴达丹蒂佛塔
- 内比都狩猎旅行公园
- 内比都动物园
- 内比都喷泉公园
- 温娜德迪体育场